# Hugo López-Gatell Ramírez
Hugo López-Gatell Ramírez, mehiški epidemiolog, raziskovalec, profesor in javni uslužbenec, * 22. februar 1969, Ciudad de México.
Od 1. decembra 2018 je vodja podsekretariata za preprečevanje in krepitev zdravja na ministrstvu za zdravje Mehike.